# 林西克姆 (馬里蘭州)
林西克姆（英語：Linthicum）是位於美國馬里蘭州安妮阿倫德爾縣的一個普查規定居民點。

## 人口
根據2020年美國人口普查的數據，林西克姆的面積為14.26平方千米，當中陸地面積為14.15平方千米，而水域面積為0.11平方千米。當地共有人口11190人，而人口密度為每平方千米784.71人。